# Curatore fallimentare
Il curatore fallimentare è una figura prevista dalla legge fallimentare italiana che ha il compito di provvedere all'amministrazione del patrimonio fallimentare e compie tutte le operazioni della procedura fallimentare sotto la vigilanza del giudice delegato e del comitato dei creditori.
Il compito principale del curatore fallimentare è la massima soddisfazione del ceto creditorio, che si concretizza con la liquidazione del patrimonio della persona o della persona giuridica sottoposta al procedimento, con il recupero dei crediti, anche con azione legale. Il curatore fallimentare può avvalersi di società specializzate per la liquidazione dell'attivo fallimentare così come previsto dalla Legge fallimentare.

## Nomina e requisiti
Il curatore fallimentare viene nominato dal tribunale nella sentenza di fallimento, o con decreto in caso di revoca o sostituzione dello stesso. Riveste la figura di pubblico ufficiale adempiendo ai suoi doveri con la diligenza data dalla natura dell'incarico. Per svolgere questa funzione la nuova versione della legge fallimentare prevede dei requisiti di professionalità.
Possono svolgere la funzione di curatore fallimentare:
- gli avvocati, i dottori commercialisti, i ragionieri e ragionieri commercialisti, i consulenti del lavoro.
- coloro che hanno svolto funzioni di amministrazione, direzione e controllo in società per azioni;
- gli studi professionali ed associati.

Non possono svolgere tale funzione, invece:
- il coniuge, i parenti e gli affini entro il quarto grado del fallito;
- i creditori;
- coloro che nei due anni precedenti hanno concorso al dissesto dell'impresa;
- chiunque si trovi in conflitto d'interessi.

L'accettazione della nomina deve pervenire al giudice delegato entro due giorni successivi alla domanda.

## Poteri e funzioni
Il curatore fallimentare:
- amministra il patrimonio fallimentare sotto la vigilanza del giudice delegato e del comitato dei creditori;
- può stare in giudizio solo con l'autorizzazione del giudice delegato (tranne nei casi di contestazione e tardive comunicazioni di crediti e di diritti di terzi) ma non può assumerne la veste di avvocato;
- può delegare ad altri specifiche operazioni previa autorizzazione del giudice delegato, assumendosene l'onere finanziario;
- può farsi coadiuvare da terzi sotto la sua responsabilità e assumendosene l'onere fallimentare, purché con l'autorizzazione del giudice delegato.

Entro sessanta giorni dalla dichiarazione di fallimento presenta una relazione sulle cause e circostanze di questo, sulla diligenza e responsabilità del fallito, sulle responsabilità degli amministratori se trattasi di società. Non devono più menzionarsi le indicazioni sul tenore di vita del fallito e della sua famiglia (eliminazione delle conseguenze personali del fallito). Dopodiché il giudice delegato ordina il deposito in cancelleria. Ogni quattro mesi il curatore deve consegnare al giudice delegato una relazione sulle attività svolte e un conto della gestione riguardante gli incassi e gli esborsi; una copia viene trasmessa al comitato dei creditori e poi depositata presso il registro delle imprese. Detiene un registro previamente vidimato nel quale annota le operazioni giorno per giorno. Le somme riscosse devono essere depositate entro dieci giorni su di un conto corrente postale o bancario scelto a discrezione del curatore stesso; su ordine del giudice delegato possono essere investite in titoli di stato, oppure immediatamente destinate ai creditori. Egli può compiere gli atti di straordinaria amministrazione, se autorizzato dal comitato creditizio, salvo per gli atti superiori a 50.000 euro, per i quali il giudice delegato ne deve essere informato.
Contro gli atti del curatore, il comitato dei creditori o chiunque ne abbia interesse può proporre entro otto giorni reclamo al giudice delegato. In sede di adunanza per l'esame dello stato passivo, il comitato dei creditori a maggioranza dei crediti ammessi può chiedere al giudice delegato di sostituire o revocare il curatore. Su istanza del Curatore il tribunale gli liquida il compenso per l'opera svolta e il rimborso delle spese eventualmente anticipate. La liquidazione del compenso può essere fatta solo dopo l'approvazione del rendiconto del curatore; non può essere preteso nessun altro compenso dal curatore oltre a quello liquidato dal tribunale.
Il curatore inoltre:
- procede all'inventario dei beni e appone i sigilli;
- forma il progetto di stato passivo;
- assume la qualità di parte nel procedimento;
- predispone il programma di liquidazione;
- gestisce l'impresa dove venga disposto l'esercizio provvisorio;
- provvede alla vendita dei beni e può sospendere la vendita in caso di offerta migliorativa;
- predispone il progetto di riparto.